# ГЕС Санліпін
ГЕС Санліпін (三里坪水电站) — гідроелектростанція у центральній частині Китаю в провінції Хубей. Знаходячись перед ГЕС Sìpíng, входить до складу каскаду на річці Наньхе, правій притоці Ханьшуй, котра, своєю чергою, є лівою притокою Янцзи.
У межах проєкту річку перекрили бетонною арковою греблею висотою 141 метр, яка потребувала 465 тис. м3 матеріалу. Вона утримує водосховище з об'ємом 472 млн м3 (під час повені може зростати до 499 млн м3) та припустимим коливанням рівня поверхні в операційному режимі між позначками 392 та 416 метрів НРМ.
Зі сховища ресурс подається до розташованого за 0,25 км машинного залу, при цьому відстань по руслу між ним та греблею складає бл. 0,9 км. Основне обладнання станції становлять дві турбіни типу Френсіс потужністю по 35 МВт, які використовують напір у 87 метрів та забезпечують виробництво 180 млн кВт·год електроенергії на рік.
Видача продукції відбувається по ЛЕП, розрахованій на роботу під напругою 110 кВ.